# Quaix-en-Chartreuse
 Quaix-en-Chartreuse  es una población y comuna francesa, en la región de Ródano-Alpes, departamento de Isère, en el distrito de Grenoble y cantón de Saint-Égrève.

## Demografía
| 243 | 306 | 268 | 415 | 608 | 740 |
| Para los censos de 1962 a 1999 la población legal corresponde a la población sin duplicidades (Fuente: INSEE [Consultar]) |     |     |     |     |     |